# Penicillium brasilianum
Penicíllium brasiliánum (лат.) — вид несовершенных грибов (телеоморфная стадия неизвестна), относящийся к роду Пеницилл (Penicillium).
Включает активных продуцентов внеклеточных целлюлаз.

## Описание
Колонии на агаре Чапека быстрорастущие, на 14-е сутки достигающие диаметра около 5,5 см, бархатистые до шерстистых, с вторичным ростом вегетативных гиф поверх колоний и оттого нередко почти войлочные, радиально складчатые. Спороношение обильное, в тёмно-оливковых тонах. Экссудат имеется в виде мелких жёлтых капелек. Реверс коричный, затем по краю оранжевый. Запах отсутствует. На агаре с солодовым экстрактом (MEA) колонии бархатистые, обильно спороносящие в сине-зелёных тонах, без экссудата. Реверс по краям с желтоватым оттенком, в центральной части — тёмно-зелёный до почти чёрного. Запах слабый, ароматный.
Конидиеносцы двухъярусные, иногда с дополнительной веточкой, единичные — одноярусные, 100—200 мкм длиной, обильно шероховатые. Метулы в мутовках по 4—7, равные, 9—14 мкм длиной, едва вздутые на верхушке. Фиалиды фляговидные, в мутовках по 3—8, суженные в короткую, но отчетливо выраженную шейку, 11—15 × 2,5—3,5 мкм. Конидии эллипсоидальные, шероховатые, со спиралевидно расположенным орнаментом, 3,2—4 × 2,2—3 мкм, в цепочках, собранных в рыхлые колонки.

### Отличия от близких видов
Легко определяется по двухъярусным кисточкам с шероховатой ножкой, с многочисленными метулами и эллиптическим конидиям с мелкими шипиками, расположенными спиралевидно.

## Экология и значение
Нередко выделяется в качестве почвенного гриба, эндофита, патогена лука.
Известны активные целлюлолитические штаммы вида — например, штамм Penicillium brasilianum IBT 20888, выделенный с водорослей в Дании.

## Таксономия
Penicillium brasilianum Bat., Anais Soc. Biol. Pernambuco 15 (1): 162 (1957)